# Ophraella conferta
Ophraella conferta es una especie de insecto coleóptero de la familia Chrysomelidae que habita América del Norte.
Fue descrita científicamente en 1865 por LeConte.